# Juan Moscoso
Juan Moscoso del Prado Hernández (Pamplona, 5 de julio de 1966) es un economista, consultor financiero, profesor universitario y político español. Fue diputado nacional por Navarra. Entre sus responsabilidades parlamentarias destacó su papel como portavoz socialista en la Comisión Mixta para la Unión Europea y su participación en el desarrollo del Tratado de Lisboa.

## Biografía
Cursó estudios en su Pamplona natal en el colegio Larraona y en Ursulinas y en Spokane, Washington, en Estados Unidos como Foreign Exchange Student. Doctor en Ciencias Económicas y Empresariales por la Universidad Autónoma de Madrid, complementó su formación en Bélgica en el Colegio de Europa y es Diplomado en Economía por la Universidad de Kent. Gran aficionado a la fotografía y al esquí. 
Durante su estancia en Estados Unidos destacó en la práctica del atletismo.
Ha desarrollado una intensa labor profesional, iniciando su andadura como consultor financiero en 1993. Después se incorporó al Consejo Económico y Social como economista hasta llegar a ser Vicesecretario General del mismo (1994-2004), desarrollando desde 1997 también su labor como profesor asociado de Economía en la Universidad Carlos III. Fue miembro de la Comisión Europea para la Organización Internacional del Trabajo.
Fue miembro de la Comisión Ejecutiva Regional del Partido Socialista de Navarra y representante del PSOE en la Comisión Española de Ayuda al Refugiado y en la Fundación Consejo España - Estados Unidos.
En la cámara baja, ejerció de portavoz del Grupo Parlamentario Socialista en la Comisión Mixta para la Unión Europea, donde participó como ponente en la Ponencia sobre la aplicación en España de la Estrategia de Lisboa y en la Ponencia estudio efectos para Cortes Generales del Tratado de Lisboa. También fue miembro titular de la Delegación española en la Asamblea de la Unión Interparlamentaria (UIP).
Fue el candidato del PSN-PSOE a la alcaldía de Pamplona para las elecciones de mayo de 2011. Obtuvo el acta de concejal y lideró al PSN en el Ayuntamiento de Pamplona hasta su dimisión al haber sido elegido diputado en el Congreso.
Desde febrero de 2012 hasta julio de 2014 formó parte de la ejecutiva del PSOE, como Secretario Ejecutivo para la Unión Europea, bajo el liderazgo de Alfredo Pérez Rubalcaba.
Es hijo del exministro de Presidencia y exfiscal del Tribunal Supremo, Javier Moscoso.

## Cargos desempeñados
- Diputado por Navarra en el Congreso de los Diputados (2004-2015).
- Concejal en el Ayuntamiento de Pamplona (2011).
- Portavoz del PSN-PSOE en el Ayuntamiento de Pamplona (2011).
- Secretario Ejecutivo de la UE del PSOE (2012-2014).